# Terremoto di Quito del 2014
Il terremoto di Quito del 2014 è stato un evento sismico verificatosi il 12 agosto 2014 alle ore 14:58 locali nell'area di Quito, capitale dell'Ecuador. L'intensità dell'evento ha raggiunto la magnitudo 5,1 della scala Richter e VI della scala Mercalli, mentre l'epicentro è stato localizzato qualche chilometro a nord-est di Calderón, parrocchia del cantone di Quito situata a nord-est della capitale. Il bilancio fu di quattro morti e una decina di feriti, oltre a danni moderati ad edifici e strutture.
Due giorni dopo, alle dieci di mattina del 16 agosto, ci fu una replica nella stessa zona di 4,7 Mw, che ha causato altri danni moderati e il ferimento di 12 persone.